# Port du Logéo
 (septembre 2021).
Si vous disposez d'ouvrages ou d'articles de référence ou si vous connaissez des sites web de qualité traitant du thème abordé ici, merci de compléter l'article en donnant les références utiles à sa vérifiabilité et en les liant à la section « Notes et références ».
Le port du Logéo (ou port de Logeo), est un port de plaisance de la commune de Sarzeau (Morbihan).

## Localisation
Le port du Logéo est situé à 250 mètres au sud-est de la pointe du Logeo, sur la côte nord de la commune de Sarzeau. Il offre un accès au golfe du Morbihan.

## Toponymie
Logéo semble venir du Breton « Er Lojeu », qui signifie les cabanes.

## Histoire
Jusqu’à la fin du XIXe siècle, le port n’est constitué que d’une chaussée de débarquement « formée au moyen de dépôts de lest par les marins du pays ». Le Logeo est alors surtout un port d’hivernage où les marins font entretenir leurs embarcations. Plusieurs projets d’amélioration du port sont proposés au cours du XIXe siècle. Il faut attendre 1879 pour voir l'érection d’une première cale. 
Au sortir de la Première Guerre mondiale, avec le développement du tourisme, de nouveaux travaux sont entrepris afin de faciliter le débarquement des passagers des navettes qui sillonnent le golfe du Morbihan. Puis, dans les années 1960, deux terre-pleins sont construits afin d’accueillir des dériveurs légers.

## Le port
Le port du Logéo est très fréquenté par les plaisanciers en raison des facilités de mise à l'eau des bateaux. La cale est accessible en permanence sauf lorsque le coefficient des marées est égal ou supérieur à 110.
Le port est une escale de la Semaine du golfe, manifestation maritime et terrestre qui se déroule tous les deux ans durant la semaine de l’Ascension.

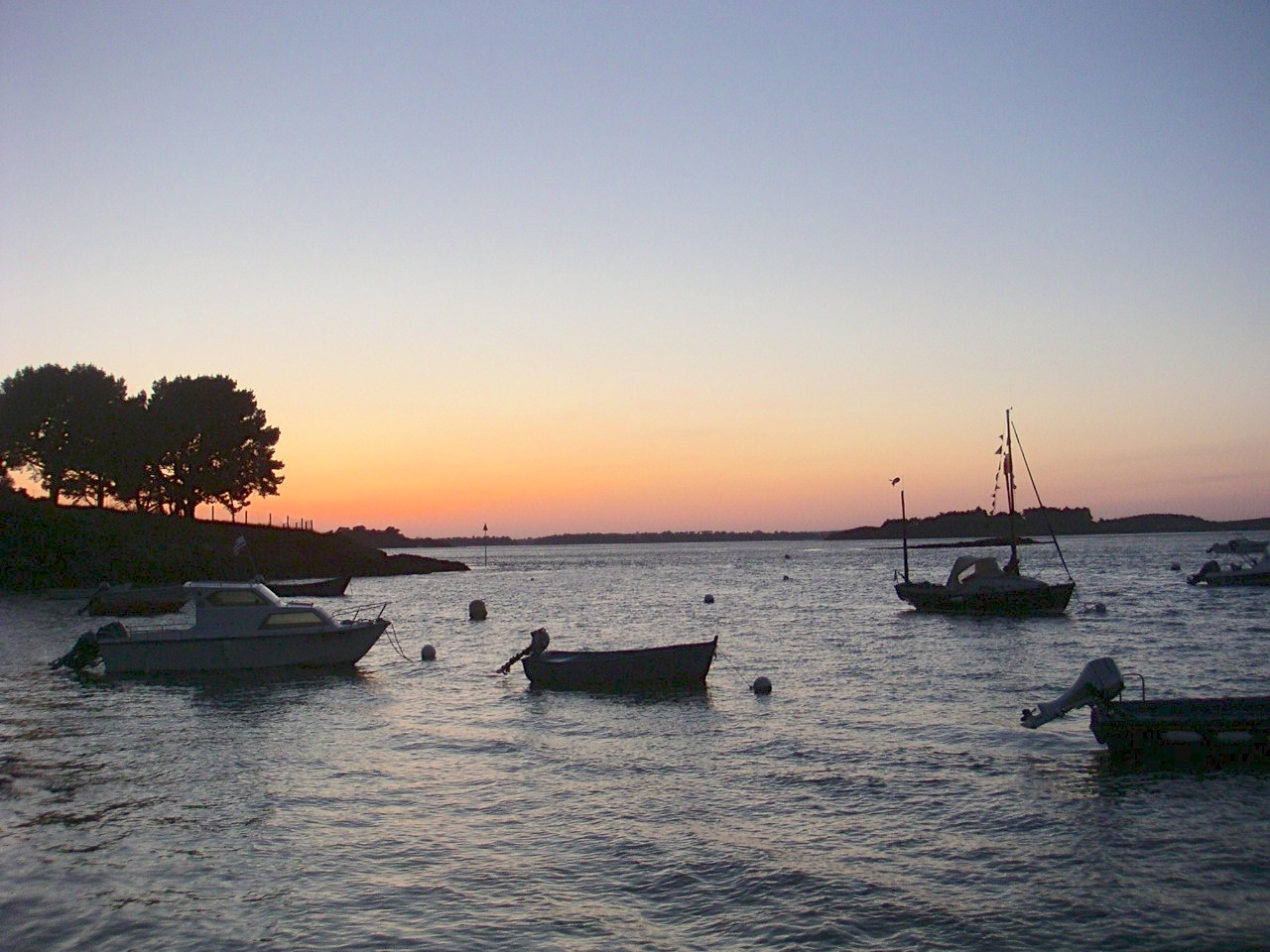
Le port au crépuscule.
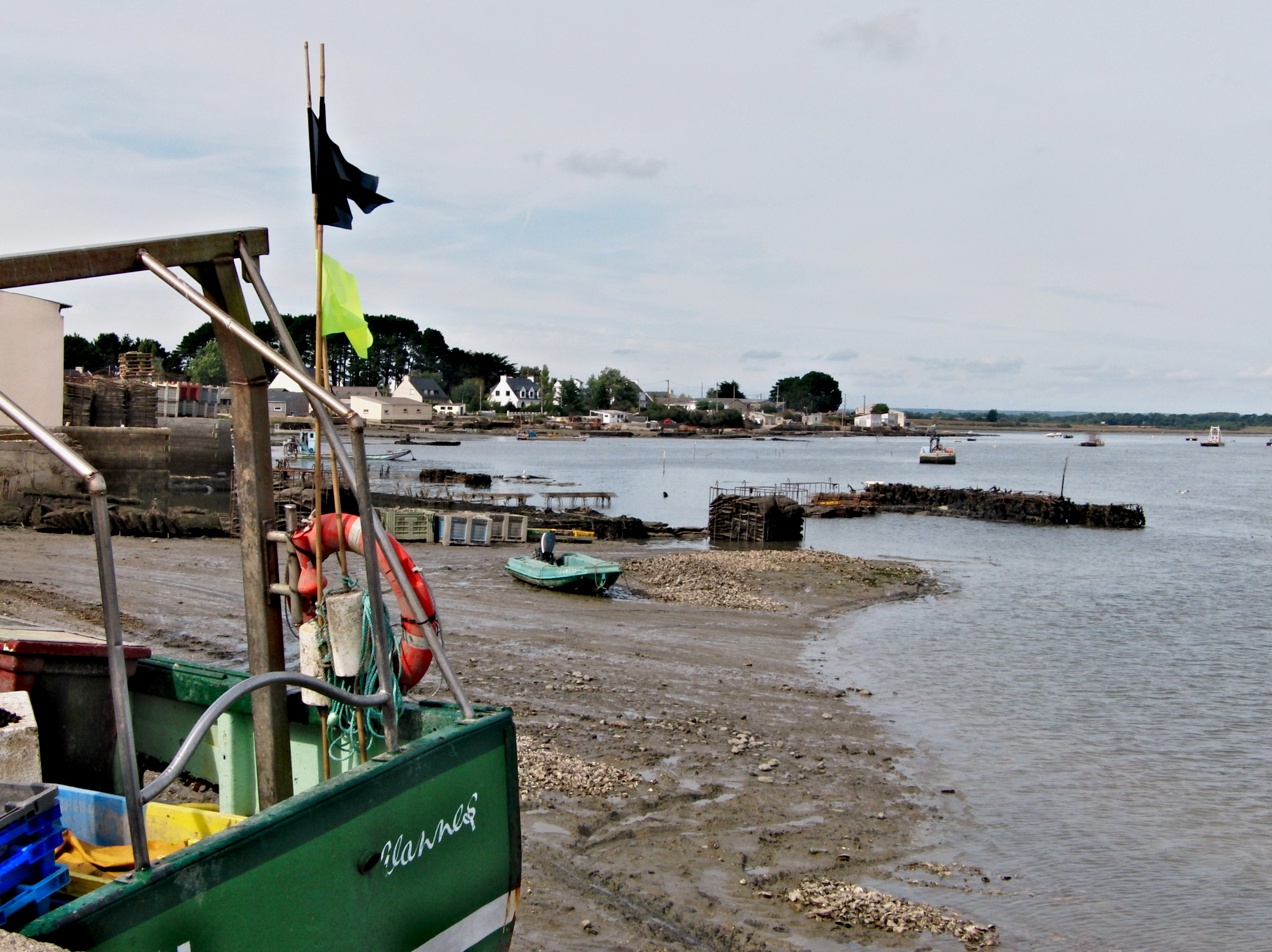
L'ostréiculture au port du Logéo.